# Болеро
Болеро́ (исп. bolero) — испанский народный танец. Характерные музыкально-стилевые черты: размер 3/4, особенные ритмоформулы (одна из таких показана на иллюстрации), умеренный темп.

## История возникновения
Первые исторические свидетельства о болеро относятся ко второй половине XVIII века. Испанский фольклорист Хуан-Антонио де Самакола, писавший под псевдонимом дон Пресизо (Don Preciso), полагал, что этот танец придумал около 1780 года ламанчский танцовщик Себастьян Сересо (Cerezo, Zerezo). Согласно современным исследованиям, термин «болеро» впервые встречается в 1773 году как сценическая ремарка в комедийной интермедии (исп. sainete) Рамона де ла Круса «Приличная гостиница» (La hostería del buen gusto). Историки полагают, что музыкальный материал для ранних болеро танцовщики заимствовали из сегидильи.

## Исполнение
Для разных областей Испании характерны различные разновидности этого танца. Трёхдольный размер такта может по-разному дробиться: за равными долями первого такта на сильную долю следующего такта следует пауза с последующими тремя нотами меньшей длительности. В другом ритмическом варианте болеро на короткие ноты дробится первый такт, при этом вместо первой ноты идёт пауза.
Болеро танцуется под аккомпанемент гитары и барабана и гусли, при этом танцовщики дополняют ритмический рисунок музыки игрой на кастаньетах.

## В искусстве
В классическом балете болеро в виде парного танца присутствует в IV aкте балета «Дон Кихот» (композитор — Людвиг Минкус[уточнить]). В классической музыке наиболее известным произведением является «Болеро» Мориса Равеля, созданное композитором по заказу Иды Рубинштейн и впервые исполненное её труппой в хореографии Брониславы Нижинской 22 ноября 1928 года на сцене парижской Оперы.

## Кубинское болеро
Как музыкальный жанр кубинское болеро возникло около 1840 года и постепенно приобрело популярность во многих латиноамериканских странах. Считается, что одним из первых ярко выраженных произведений этого жанра было болеро Tristezas, написанное Хосе Санчесом в 1883 году. Размер кубинского болеро — 4/4. В этом же жанре написаны песни «Бэсаме мучо» (1940) и «История любви» (1955).